# Castels
Castels är en kommun i departementet Dordogne i regionen Nouvelle-Aquitaine i sydvästra Frankrike. Kommunen ligger i kantonen Saint-Cyprien som tillhör arrondissementet Sarlat-la-Canéda. År 2017 hade Castels 653 invånare.

## Befolkningsutveckling
Antalet invånare i kommunen Castels
Referens:INSEE